# José Millán y Conde
José Millán Conde fue un político español.

## Reseña biográfica
Fue un rico propietario del Campo de Cariñena. Estuvo casado con María del Carmen Romea Lorite, que desde 1891 fue marquesa de Villafranca. Millán y Conde aparece a menudo referido como marqués de Villafranca.
Fue diputado provincial en representación del distrito Caspe-Pina y del 06 de noviembre de 1894 al 02 de noviembre de 1896 fue presidente de la Diputación Provincial de Zaragoza. Fue seguidor del Partido Liberal-Fusionista de Sagasta.
De 1898 a 1910 fue diputado a Cortes de la Restauración por el distrito de Belchite.
| Predecesor: José María Caballero Montes | Presidente de la Diputación Provincial de Zaragoza 06 de noviembre de 1894 - 02 de noviembre de 1896 | Sucesor: Alfredo de Ojeda Perpiñán |